# Embaixada de Mónaco em Lisboa
A Embaixada de Mónaco em Lisboa é a principal missão diplomática de Mónaco em Portugal, na capital Lisboa.
Atualmente, o embaixador de Mónaco em Lisboa é o Henrique de Polignac Mascarenhas de Barros.